# Meisenbach, Riffarth & Co.

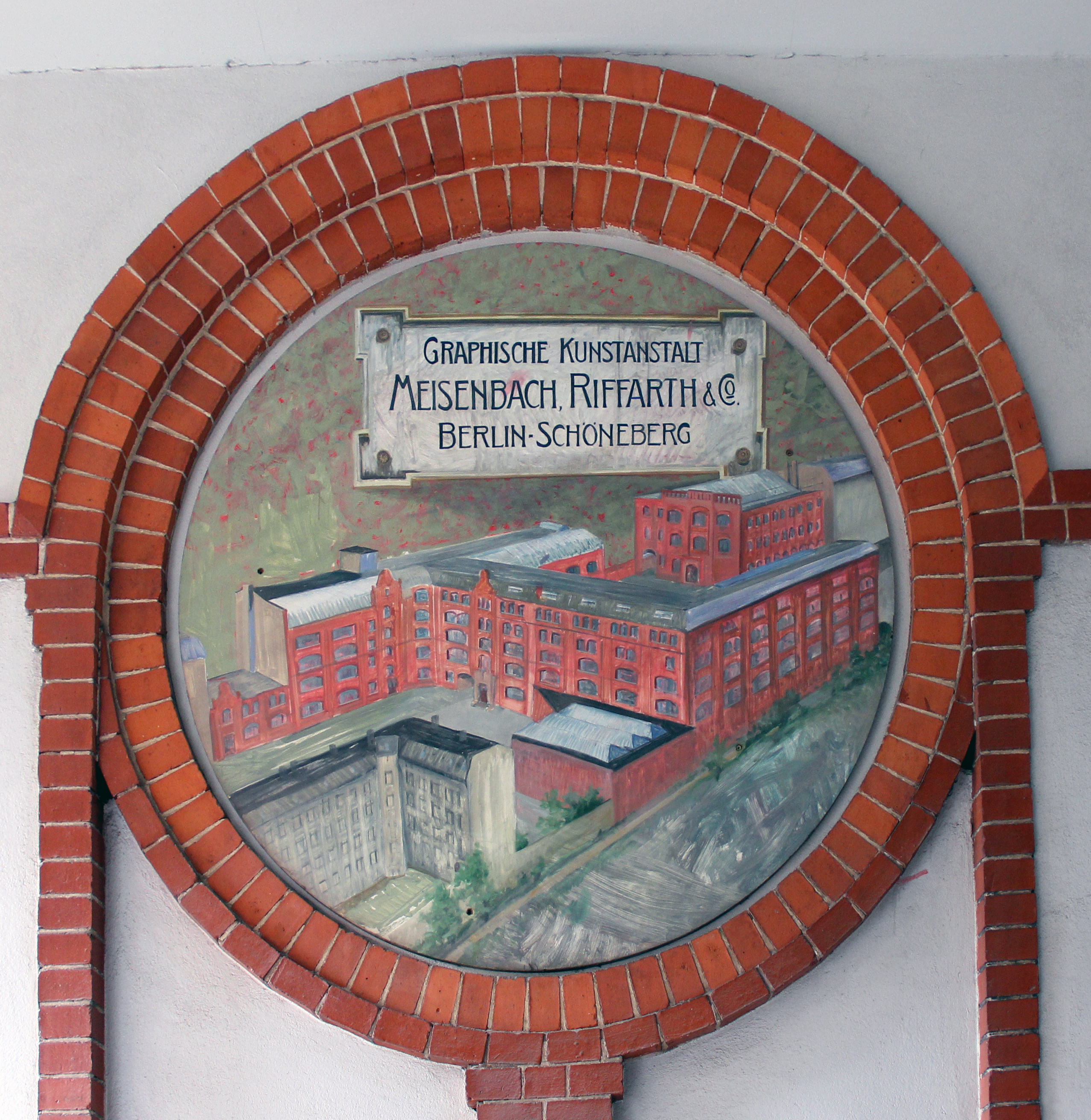
Wandmalerei mit einer Vogelschau über die „Graphische Kunstanstalt“ in Berlin-Schöneberg

Meisenbach, Riffarth & Co. war ein deutsches Unternehmen in der Drucktechnik, das um 1900 mit Niederlassungen in Berlin, München und Leipzig zur europaweit bedeutendsten graphischen Kunstanstalt wurde.

## Geschichte
Das Unternehmen entstand 1892 aus dem Zusammenschluss der von Georg Meisenbach, dem Erfinder der Autotypie, um 1876 gegründeten Münchner Kunstanstalt Meisenbach & Co. und der 1886 gegründeten Berliner Kunstanstalt von Heinrich Riffarth. Das Unternehmen wurde nach Meisenbachs gesundheitsbedingtem Rückzug 1891 zum Zeitpunkt des Zusammenschlusses von seinem langjährigen Geschäftspartner, dem Münchner Architekten Joseph von Schmaedel, und seinem Adoptivsohn, dem Kaufmann August Meisenbach, geführt.
Im Anschluss an die Fusion wurde in Berlin-Schöneberg auf dem Grundstück Hauptstraße 7a eine neue Fabrikationsstätte und Hauptniederlassung errichtet. Der Münchner Betrieb existierte weitgehend selbstständig weiter, und 1894 wurde eine Niederlassung in Leipzig gegründet. Durch hochwertige Reproduktionen von Gemälden und Fotografien in Tiefdruck (Heliogravüre) erlangte das Unternehmen weltweit Anerkennung und wurde bei der Weltausstellung Paris 1900 prämiert.
In den 1930er Jahren trat der Betrieb noch durch Publikation von Modefotografien in Erscheinung. 1971 wurde es mit Unternehmen von Ferdinand Stauff zur Meisenbach Riffarth & Co. – Bruns & Stauff GmbH fusioniert. 1994 ging dieses Unternehmen in Konkurs.